# United Hatzalah
United Hatzalah (signifie « Unis dans le secours » de l'hébreu : איחוד הצלה) est une organisation de secouristes, d'urgentistes, d'ambulanciers et de médecins fondée en 2006 à Jérusalem. Ses services sont proposés gratuitement par des bénévoles dispersés à travers Israël. United Hatzalah est une organisation à but non lucratif et indépendante comprenant environ 6 000 membres. C'est l’unité de secours la plus rapide au monde.
Son modèle a essaimé dans quelques autres pays, comme les États-Unis, le Panama, le Brésil, la Lituanie, l'Australie l'Argentine et l'Inde.

## Mission
La mission de United Hatzalah est d'assister médicalement les victimes dans la période critique entre la survenance d'une urgence et l'arrivée d'une ambulance.
En 2014, son temps moyen d'intervention était de 3 minutes sur l'ensemble du territoire israélien. Dans les grandes villes, il ne dépassait pas les 90 secondes.
Un temps de réponse de 3 minutes peut souvent faire la différence entre la vie et la mort dans une situation d’urgence. 
L'organisation se positionne en complément des services d'ambulance, plus longs à se déplacer. Une fois que les équipes ambulancières sont sur place, elles prennent le relais.
Une particularité de cette organisation est l’utilisation depuis 2007 d'une technologie avancée basée sur le GPS afin de géolocaliser, pour chaque scène d’urgence, les bénévoles les plus proches, les plus qualifiés, ainsi que les routes les plus rapides à emprunter via une application de type Uber dans leur téléphone mobile. Le centre de commande d'Hatzalah, situé à Jérusalem, répond à près de 1 500 appels par jour.
Les volontaires civils formés au secourisme à travers le pays créent un réseau très denses. Certains ont des motos médicalement équipées (les « ambucycles ») capables d'atteindre les victimes très rapidement.
C'est un véhicule polyvalent conçu en Israël sur mesure pour apporter des soins vitaux le plus rapidement possible, notamment dans les zones urbaines embouteillées. United Hatzalah possède plus de 1 000 moto-ambulances. 
Une autre particularité de l’association est que les bénévoles sont juifs, musulmans, chrétiens, druzes, religieux ou laïques sans distinction,,,.

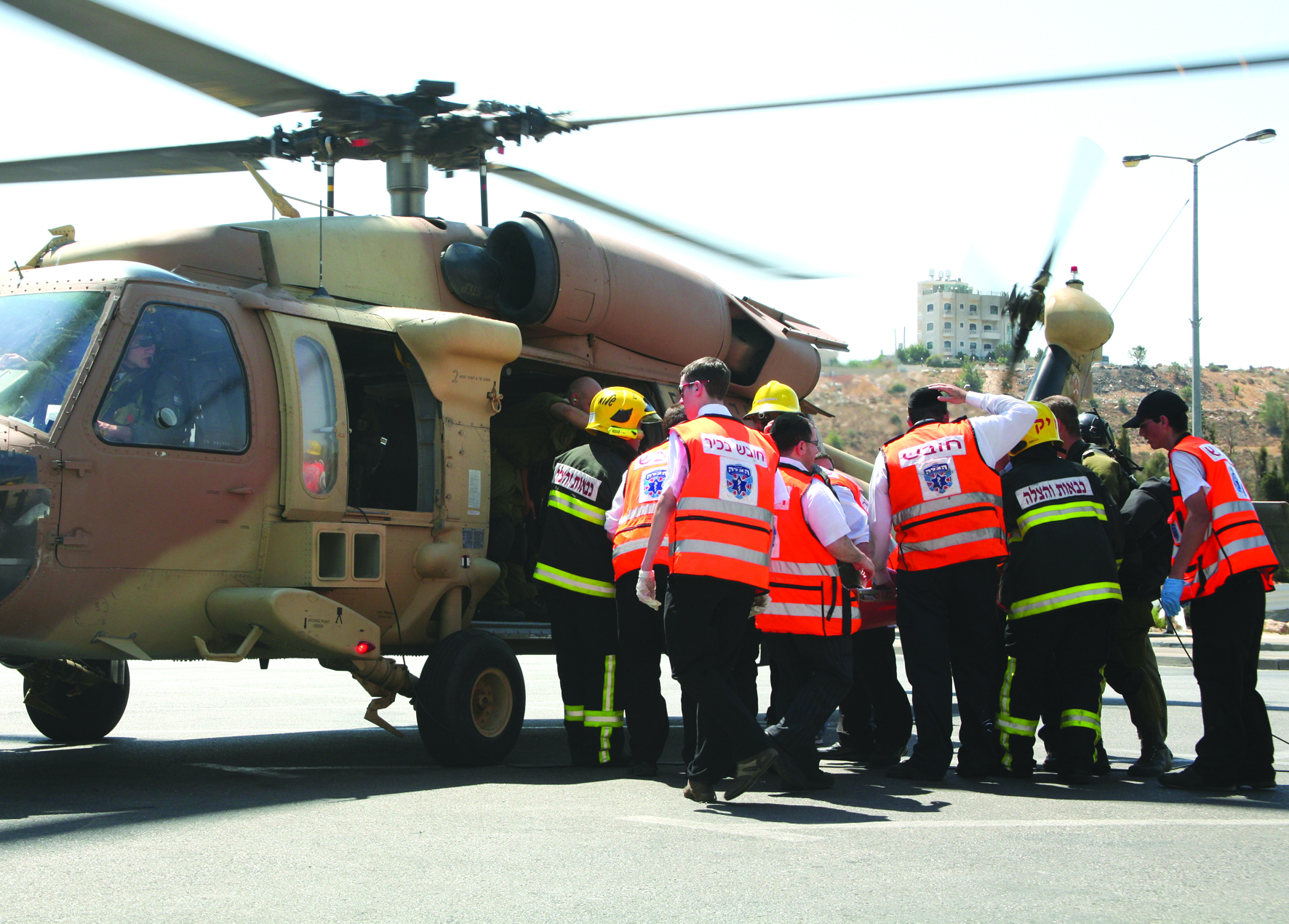
Évacuation d'une victime en hélicoptère avec l'aide des volontaires de United Hatzalah.

L'organisation est financée exclusivement grâce à des dons privés.
En Israël, tout individu peut contacter United Hatzalah grâce à son numéro direct d'urgence : le 1221.
Ses services sont coordonnés avec les autres organisations : police, services de lutte contre l'incendie, ou même l'armée si nécessaire. Une des innovations de la centrale Hatzalah est dans sa capacité à gérer des appels d'urgence dans différentes langues étrangères.
Après avoir révolutionné le monde de la médecine d'urgence, United Hatzalah a aussi innové dans l'assistance psycho-traumatique aux victimes en créant, en 2016, la première unité Psychotrauma d'intervention d'urgence au sein de son corps de volontaires,. 
Petit à petit, les différents succès de l'organisation attirent l'attention de pays étrangers et Hatzalah exporte à l'international sa technologie et son savoir-faire : aux États-Unis,, au Panama,, au Brésil, en Lituanie, en Ukraine,en Australie, en Afrique du Sud, au Sri Lanka, aux Philippines, et en Inde.
En 2010, Eli Beer (en), le fondateur de l'organisation, est élu « Entrepreneur social de l'année » 2010 par la Fondation Schwab au Forum économique mondial, pour la création d'une start-up sociale experte en gestion de crise impliquant des pertes massives et pionnière dans le domaine de la technologie GPS, la cartographie, les applications mobiles et les moto-ambulances pour les interventions médicales d'urgence.
En 2012, Eli Beer reçoit le titre de Young Global Leader au Forum économique mondial, décerné par un comité présidé par la reine Rania de Jordanie, pour ses efforts visant à créer une organisation de secours médical multiculturelle et apolitique.
En 2013, Eli Beer et Murad Alyan, le directeur de la section Hatzalah de Jérusalem-Est, ont obtenu le prix Victor J. Goldberg pour la paix au Proche-Orient, décerné par l'« Institute of International Education » (en).
En 2015, le Ministère de la Santé israélien reconnaît officiellement « Ihoud Hatsala » comme organisme professionnel dans le domaine de la médecine d’urgence et du sauvetage de vie.
En 2023, Eli Beer fait courir face à des donateurs américains une infox selon laquelle lors des attaques du 7 octobre 2023 les assaillants auraient fait cuire un bébé vivant dans un four.  L'infox est propagée par The New York Post et par le porte-parole de Tsahal, Olivier Rafowicz. 